# Mark Viduka
Marko Anthony Viduka (Melbourne, 9 oktober 1975) is een Australisch voormalig profvoetballer. Hij speelde van 2007 tot en met 2009 als aanvaller bij Newcastle United. Viduka werd in 2000 verkozen tot Oceanisch Voetballer van het Jaar. Hij is de neef  van Luka Modrić.

## Clubvoetbal
Viduka is net als diverse andere Australische voetballers, waaronder ook Jason Čulina (o.a. FC Twente, PSV), van Kroatische afkomst. Dit is ook te zien aan de eerste twee clubs waar Viduka als prof onder contract stond. Melbourne Knights, waar hij in 1994/1995 speelde, werd als Melbourne Croatia opgericht door Kroatische immigranten. In 1995 vertrok Viduka voor 3,5 jaar naar Croatia Zagreb, een Kroatische topclub.
In december 1998 werd Viduka door het Schotse Celtic FC gecontracteerd. In 2000 vertrok hij naar Leeds United, waarmee hij in het seizoen 2000/2001 de halve finales van de UEFA Champions League haalde. Samen met zijn landgenoot Harry Kewell en de Engelse Alan Smith vormde Viduka destijds een gevaarlijk aanvalsduo. In de jaren die volgden raakte Leeds United in financiële problemen en na de degradatie van de club in 2004 besloot Viduka te vertrekken. Middlesbrough FC werd zijn nieuwe club. Met deze club haalde hij in 2006 de finale van de UEFA Cup, die werd verloren van Sevilla FC. In 2007 vertrok Viduka bij Middlesbrough FC en Newcastle United werd zijn nieuwe club.

## Nationaal elftal
Viduka speelt sinds 1994 voor het Australisch nationaal elftal. In 1997 was hij met de Socceroos verliezend finalist op de FIFA Confederations Cup. Viduka scoorde destijds in de groepswedstrijd tegen Mexico. In 2005 kwalicificeerde Viduka zich met Australië voor het WK 2006 in Duitsland. Onder bondscoach Guus Hiddink was hij aanvoerder van de Socceroos en Viduka haalde met zijn land de achtste finales op het WK. Hij behoorde tot de selectie voor de Azië Cup 2007, het eerste Aziatische toernooi waaraan Australië deelnam na de overstap van de OFC naar de AFC in januari 2007. Daarnaast was hij actief op de Olympische Spelen van 1996 in Atlanta.

## Clubstatistieken
| seizoen | club                | land               | competitie                 | duels | goals |
| ------- | ------------------- | ------------------ | -------------------------- | ----- | ----- |
| 1994/95 | Melbourne Knights   | Vlag van Australië | National Soccer League     | 22    | 18    |
| 1995/96 | Dinamo Zagreb       | Vlag van Kroatië   | 1. Hrvatska Nogometna Liga | 27    | 12    |
| 1996/97 | Dinamo Zagreb       | Vlag van Kroatië   | 1. Hrvatske Nogometne Liga | 25    | 18    |
| 1997/98 | Dinamo Zagreb       | Vlag van Kroatië   | 1. Hrvatske Nogometne Liga | 25    | 8     |
| 1998/99 | Dinamo Zagreb       | Vlag van Kroatië   | 1. Hrvatske Nogometne Liga | 7     | 2     |
| 1998/99 | Celtic FC           | Vlag van Schotland | Scottish Premier League    | 9     | 5     |
| 1999/00 | Celtic FC           | Vlag van Schotland | Scottish Premier League    | 28    | 25    |
| 2000/01 | Leeds United AFC    | Vlag van Engeland  | Premier League             | 34    | 17    |
| 2001/02 | Leeds United AFC    | Vlag van Engeland  | Premier League             | 33    | 11    |
| 2002/03 | Leeds United AFC    | Vlag van Engeland  | Premier League             | 33    | 20    |
| 2003/04 | Leeds United AFC    | Vlag van Engeland  | Premier League             | 30    | 11    |
| 2004/05 | Middlesbrough FC    | Vlag van Engeland  | Premier League             | 16    | 5     |
| 2005/06 | Middlesbrough FC    | Vlag van Engeland  | Premier League             | 27    | 7     |
| 2006/07 | Middlesbrough FC    | Vlag van Engeland  | Premier League             | 28    | 19    |
| 2007/08 | Newcastle United FC | Vlag van Engeland  | Premier League             | 21    | 7     |
| 2008/09 | Newcastle United FC | Vlag van Engeland  | Premier League             | 7     | 0     |

## Erelijst
Celtic
- Topscorer Scottish Premier League

2000 (25 goals)